# Jean-Michel Basquiat: The Radiant Child
Pour plus de détails, voir Fiche technique et Distribution.
Jean-Michel Basquiat: The Radiant Child est un documentaire américain réalisé par Tamra Davis, présenté au Sundance Film Festival en janvier 2010 et sorti le 13 octobre 2010 en France.

## Synopsis
Le sujet du documentaire est l'artiste Jean-Michel Basquiat et contient de nombreux entretiens avec des personnes l'ayant côtoyé.

## Fiche technique
- Titre : Jean-Michel Basquiat: The Radiant Child
- Réalisation : Tamra Davis
- Scénario : Eric Martin et Lois Vossen
- Musique : Mike D et J. Ralph
- Montage : Alexis Spraic
- Production : Stanley F. Buchthal, Tamra Davis, Jen Kaczor et Alexis Spraic
- Société de production : Arthouse Films, Curiously Bright Entertainment, LM Media et Fortissimo Films
- Société de distribution : Pretty Pictures (France)
- Pays :  États-Unis
- Genre : Documentaire
- Durée : 88 minutes
- Couleur
- Date de sortie en  France : 13 octobre 2010

## Distinctions
Le film a reçu le prix du jury au Festival du film de Newport Beach 2010.